# طرفية بيانات المحمولة

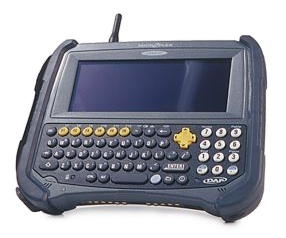
PDT النموذجية

طرفية البيانات المحمولة (بالإنجليزية: Portable data terminal)‏ اختصاراً PDT، هي جهاز إلكتروني يستخدم لإدخال البيانات أو استرجاعها عبر الإرسال اللاسلكي (WLAN أو WWAN). كما تم تقييمها مؤخرًا من قبل ANS وقد أطلق عليها اسم «المساعد الرقمي» للشركات (EDA) ، أو أجهزة محمولة لالتقاط البيانات، أو محطات دفعية، أو مجرد لوحات متحركة.
ويمكن أيضا أن تكون بمثابة قارئ الباركود ، ويتم استخدامها في المتاجر الكبيرة والمستودعات والمستشفيات أو المعلومات الميدانية، للوصول إلى قاعدة بيانات من مكان بعيد. آخرون لديهم شاشة تعمل باللمس، أو IrDA ، أو Bluetooth ، أو فتحة بطاقة ذاكرة، أو واحد أو أكثر من أجهزة التقاط البيانات.
برنامج إدارة الأجهزة اللاسلكية الذي تديره PDT بشكل متكرر والذي يسمح لها بالتفاعل مع قاعدة بيانات أو تطبيق برمجي مستضاف على خادم أو حاسب مركزي.